# Bellmunt d'Urgell
Bellmunt d'Urgell är en kommun i Spanien.   Den ligger i provinsen Província de Lleida och regionen Katalonien, i den östra delen av landet, 400 km öster om huvudstaden Madrid. Antalet invånare är 196. Arean är 5,1 kvadratkilometer. Bellmunt d'Urgell gränsar till Montgai, Penelles och Bellcaire d'Urgell. 
Terrängen i Bellmunt d'Urgell är platt.